# Bundestagswahlkreis Hamburg-Bergedorf
Der Bundestagswahlkreis Bergedorf war ein Wahlkreis in Hamburg für die Wahlen zum Deutschen Bundestag. Er umfasste zuletzt den Bezirk Bergedorf, das Ortsamtsgebiet Billstedt aus dem Bezirk Hamburg-Mitte sowie die zum Bezirk Wandsbek gehörigen Stadtteile Marienthal, Jenfeld und Tonndorf.

## Geschichte
Der Wahlkreis Hamburg-Bergedorf war bei der Bundestagswahl 1949 die Nummer 4 der Hamburg Wahlkreise, hatte danach die bundesweite Wahlkreisnummer 20, für die Wahlen 1965 bis 1976 die Nummer 18 und schließlich bei den Wahlen 1980 bis 1998 die Wahlkreisnummer 17. Bei den Wahlen 1949 bis 1961 hieß der Wahlkreis Hamburg VI und bei den Wahlen 1965 bis 1976 Bergedorf.
Das Gebiet des Wahlkreises bestand für die Bundestagswahlen 1949 bis 1961 unverändert aus dem Bezirk Bergedorf sowie dem Stadtteil Eilbek aus dem Bezirk Wandsbek, dem Stadtteil Hohenfelde aus dem Bezirk Hamburg-Nord sowie den zum Bezirk Hamburg-Mitte gehörigen Stadtteilen St. Georg, Klostertor, Hammerbrook, Borgfelde, Hamm, Horn, Billstedt, Billbrook und Rothenburgsort. 
Bei der Neuordnung der Wahlkreise vor der Bundestagswahl 1965 wurde der Wahlkreis Bergedorf aus dem Bezirk Bergedorf, den Stadtteilen Marienthal, Jenfeld und Tonndorf aus dem Bezirk Wandsbek sowie den Stadtteilen Horn, Billstedt und Billbrook aus dem Bezirk Hamburg-Mitte gebildet. In dieser Form bestand der Wahlkreis, bis er vor der Bundestagswahl 2002 mit dem Wahlkreis Hamburg-Harburg zum neuen Bundestagswahlkreis Hamburg-Bergedorf – Harburg vereinigt wurde.

## Abgeordnete
Direkt gewählte Abgeordnete des Wahlkreises Hamburg VI bzw. Bergedorf bzw. Hamburg-Bergedorf waren
| Jahr | Name               | Partei | Anteil der Erststimmen |
| ---- | ------------------ | ------ | ---------------------- |
| 1998 | Rolf Niese         | SPD    | 53,5 %                 |
| 1994 | Rolf Niese         | SPD    | 45,5 %                 |
| 1990 | Rolf Niese         | SPD    | 45,4 %                 |
| 1987 | Rolf Niese         | SPD    | 47,2 %                 |
| 1983 | Helmut Schmidt     | SPD    | 55,6 %                 |
| 1980 | Helmut Schmidt     | SPD    | 61,3 %                 |
| 1976 | Helmut Schmidt     | SPD    | 59,7 %                 |
| 1972 | Helmut Schmidt     | SPD    | 64,0 %                 |
| 1969 | Helmut Schmidt     | SPD    | 61,1 %                 |
| 1965 | Nikolaus Jürgensen | SPD    | 52,6 %                 |
| 1961 | Nikolaus Jürgensen | SPD    | 47,8 %                 |
| 1957 | Nikolaus Jürgensen | SPD    | 46,6 %                 |
| 1953 | Hans Griem1)       | CDU    | 49,2 %                 |
| 1949 | Karl Meitmann      | SPD    | 43,4 %                 |

1)Griem war 1953 der gemeinsame Kandidat des Hamburg-Blocks, einem Bündnis von CDU, FDP, GB/BHE und DP. Die FDP, die DP und der GB/BHE nominierten keine eigene Direktkandidaten und riefen zur Wahl von Griem auf.